# 奧氏角雉
奧氏角雉（Tympanuchus cupido attwateri），又名草原榛雞阿特沃特亞種，是大草原榛雞高度瀕危的亞種。

## 特徵
奧氏角雉長43-45.5厘米，重約0.7-0.9公斤，翼展70厘米。牠們的展翼、兩側及下身有深褐色及白色的直紋，有點像斑馬般。牠們是兩性異形的，雄鳥的羽片羽毛較長，頸上有鮮橙色至紅色的氣囊，示愛時會膨脹。

## 行為
奧氏角雉的發情期是於1月至2月間。牠們會組成小群到短草地、荒地、岩間或山區的求偶場，選擇配偶交配。雄鳥會從氣囊發出胡胡聲，周圍走動來吸引異性。一些北美洲原住民的傳統舞蹈，尤其是拉科塔，就是基於牠們的求愛行徑。雌鳥此後會在地上築巢，藏於高草中生蛋。
奧氏角雉是雜食性的，吃葉子、種子及昆蟲。牠們的天敵包括紅尾鵟、貓頭鷹、郊狼、浣熊、臭鼬、負鼠及蛇。很多雛鳥都會死於水浸。

## 保育狀況
奧氏角雉的數量減少的主要原因是失去棲息地。以往沿海草原就有約24000平方公里，現只有少於800平方公里。再者因城市化，整個生態系統都已經不同，如美洲野牛吃草及經常的火災，都令牠們生存出現困難。
於1個世紀前，在美國德克薩斯州及路易斯安那州就有100萬隻奧氏角雉。現時其沿海棲息地就只餘下少於1%，於1998年估計只餘下260隻，其中少於60隻生存在野外。牠們野外的居住地方主要是在近伊格湖（Eagle Lake）的奧氏角雉國家野生動物保護區（Attwater Prairie Chicken National Wildlife Refuge）及近德克薩斯城的德克薩斯城草原自然保護區（Texas City Prairie Preserve）另外在美國太空總署的林頓·約翰遜太空中心亦有小許飼養的群落。在化石圈野生動物活動中心（Fossil Rim Wildlife Center）、德州農工大學、海洋世界（SeaWorld）及休士頓動物園（Houston Zoo）等都有飼養的計劃。

## 外部連結
- Attwater Prairie Chicken National Wildlife Refuge （页面存档备份，存于）
- Texas Parks and Wildlife （页面存档备份，存于）
- 國家地理頻道 （页面存档备份，存于）
- Fossil Rim Wildlife Center
- Handbook of Texas Online （页面存档备份，存于）
- Houston Zoo